# Sphaerodactylus torrei
Sphaerodactylus torrei е вид влечуго от семейство Sphaerodactylidae. Видът е уязвим и сериозно застрашен от изчезване.

## Разпространение и местообитание
Разпространен е в Куба.
Обитава градски и гористи местности, места със суха почва, храсталаци, крайбрежия и плажове.